# Gare de Iaremtche
La gare de Iaremtche (en ukrainien : Яремче (станція)) est une gare ferroviaire située dans la ville de Iaremtche en Ukraine.

## Situation ferroviaire

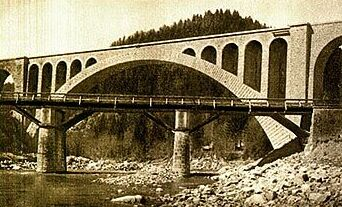
Pont ferroviaire.

Elle se trouve sur la ligne Deliatyn à Rakhiv.

## Histoire
Construite en 1865, en 1894, lors de l'ouverture de la ligne vers Voronenko un pont important fut construit.

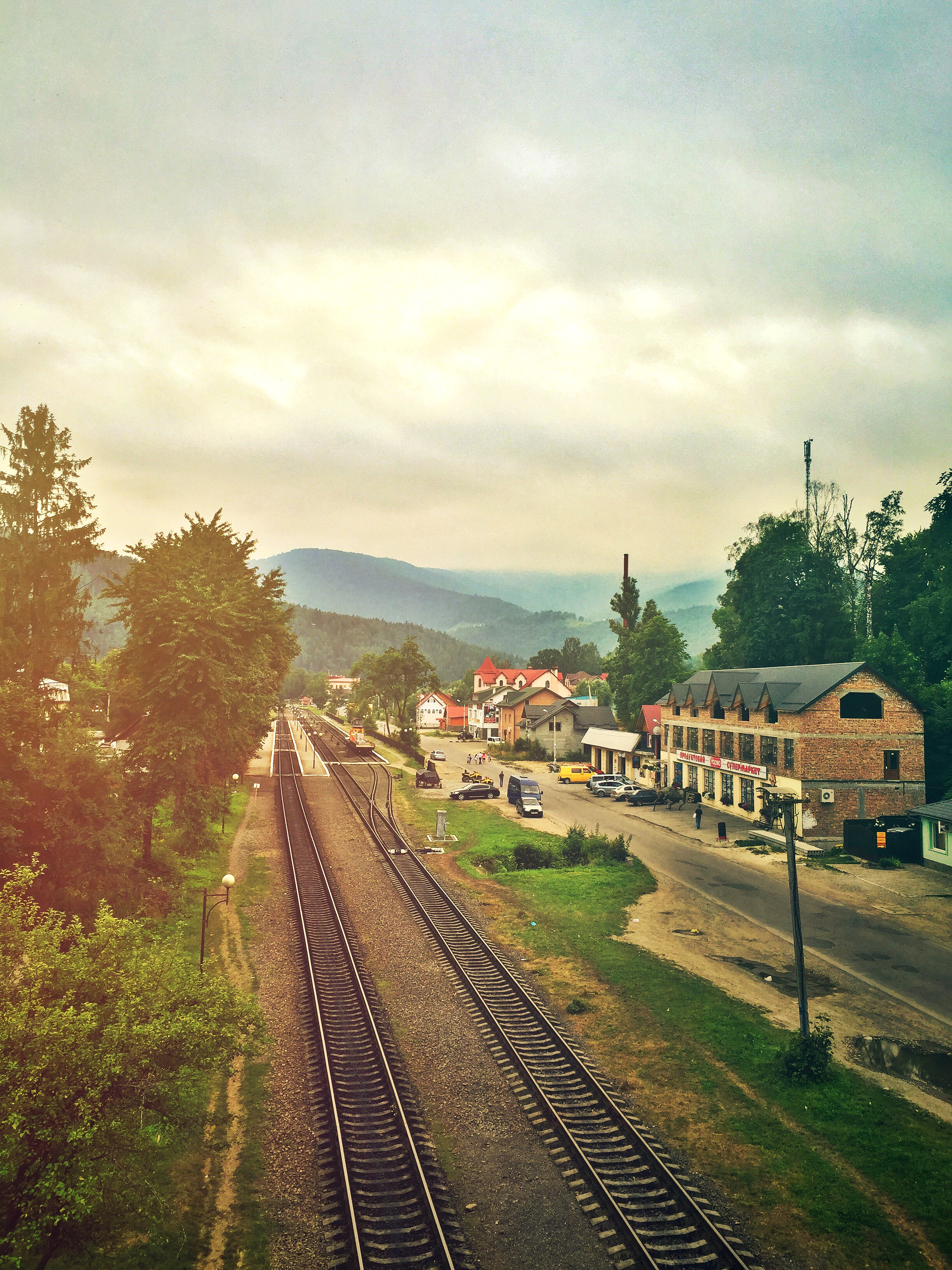
La gare et les voies.